# دومین هیئت اعزامی ژاپن به اروپا (۱۸۶۳)

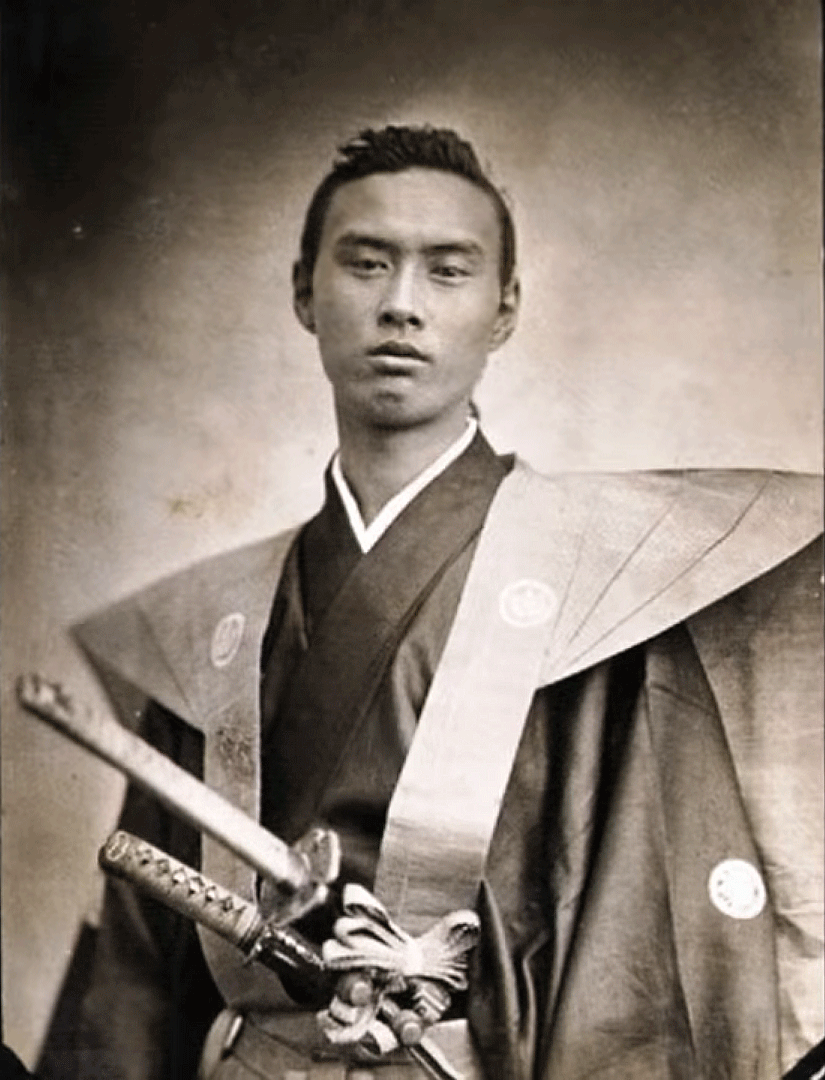
ایکدا ناگائوکی

دومین هیئت اعزامی ژاپن به اروپا، هیئت اعزامی ایکدا (ژاپنی: 第２回遣欧使節) در ۶ فوریه ۱۸۶۴ توسط شوگون‌سالاری توکوگاوا یک سال پس از نخستین هیئت اعزامی ژاپن به اروپا (۱۸۶۲) به اروپا فرستاده شد. سرپرستی این هیئت برعهده ایکدا ناگائوکی بود.